# 쑥갓
쑥갓(영어: chop suey green, Japanese-green, crown daisy)은 국화과에 딸린 한두해살이풀이다. 유럽 원산이며 세계 각지에서 채소로 오랫동안 재배하여 왔다. 춘국(春菊)이라고도 한다.

## 생태
전체적으로 털이 없고 독특한 향기가 있다. 잎은 어긋나고 2회 우상으로 깊게 갈라지며 잎자루가 없다. 꽃은 8월에 피고 황색 또는 백색이며 가지와 원줄기 끝에 두화가 1개씩 달리고 지름 3cm 내외이다. 가장자리에 암꽃의 설상화가 달리고 중앙에 양성 통상화가 달린다.

## 쓰임새
서양에서는 관상용으로 심으며 동양에서는 텃밭 등에서 채소로 재배한다. 상추쌈에 곁들여서 먹거나 데쳐서 나물로 이용한다.

## 재배
재배는 보통 봄·가을에 실시하지만 연중 재배할 수도 있다. 파종은 줄뿌림하거나 산파(散播)한다. 거름은 10a당 두엄 1,000kg, 질소 16kg, 인산 7kg, 칼리 8kg 정도이고, 수확은 본잎이 5-10장, 길이 10-15cm 정도 될 때 한다. 품종에는 대엽종·중엽종·소엽종이 있는데, 대한민국에서는 대부분 중엽종이 재배되고 있다. 중엽종은 분지가 많고 생육이 왕성하며 추수가 비교적 빠른 장점이 있다.

## 사진 갤러리

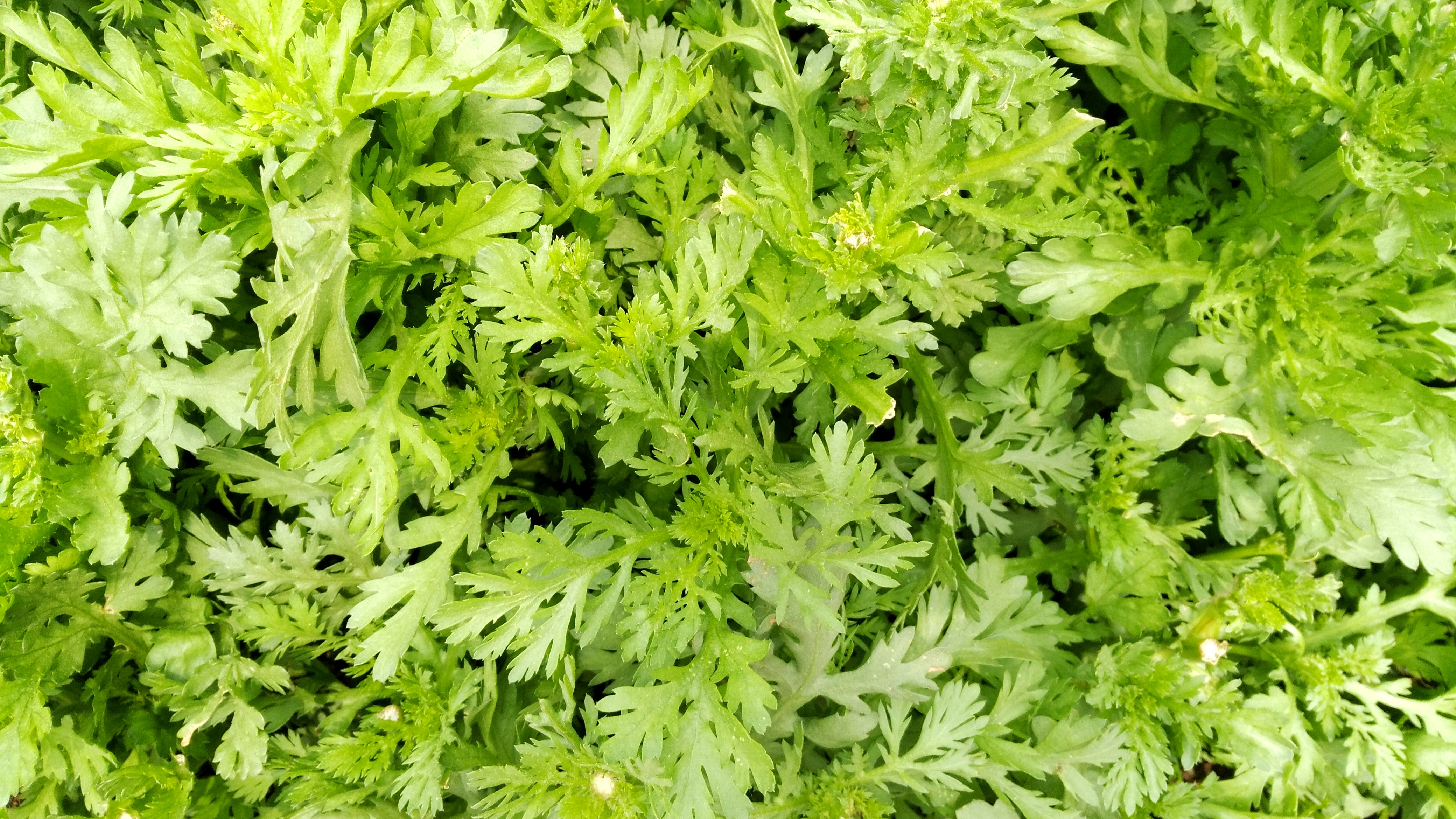
쑥갓 (4월)
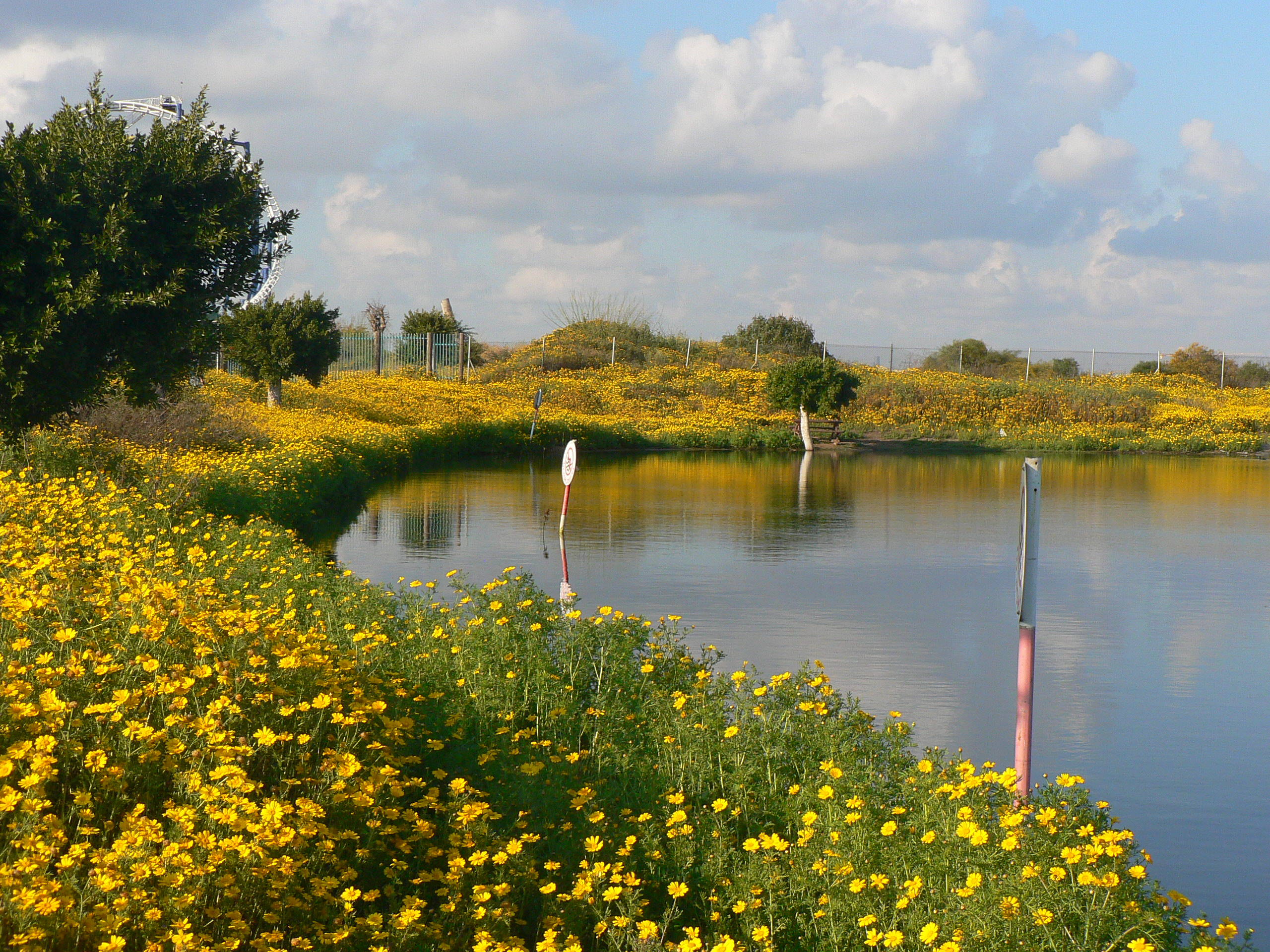
쑥갓 꽃밭
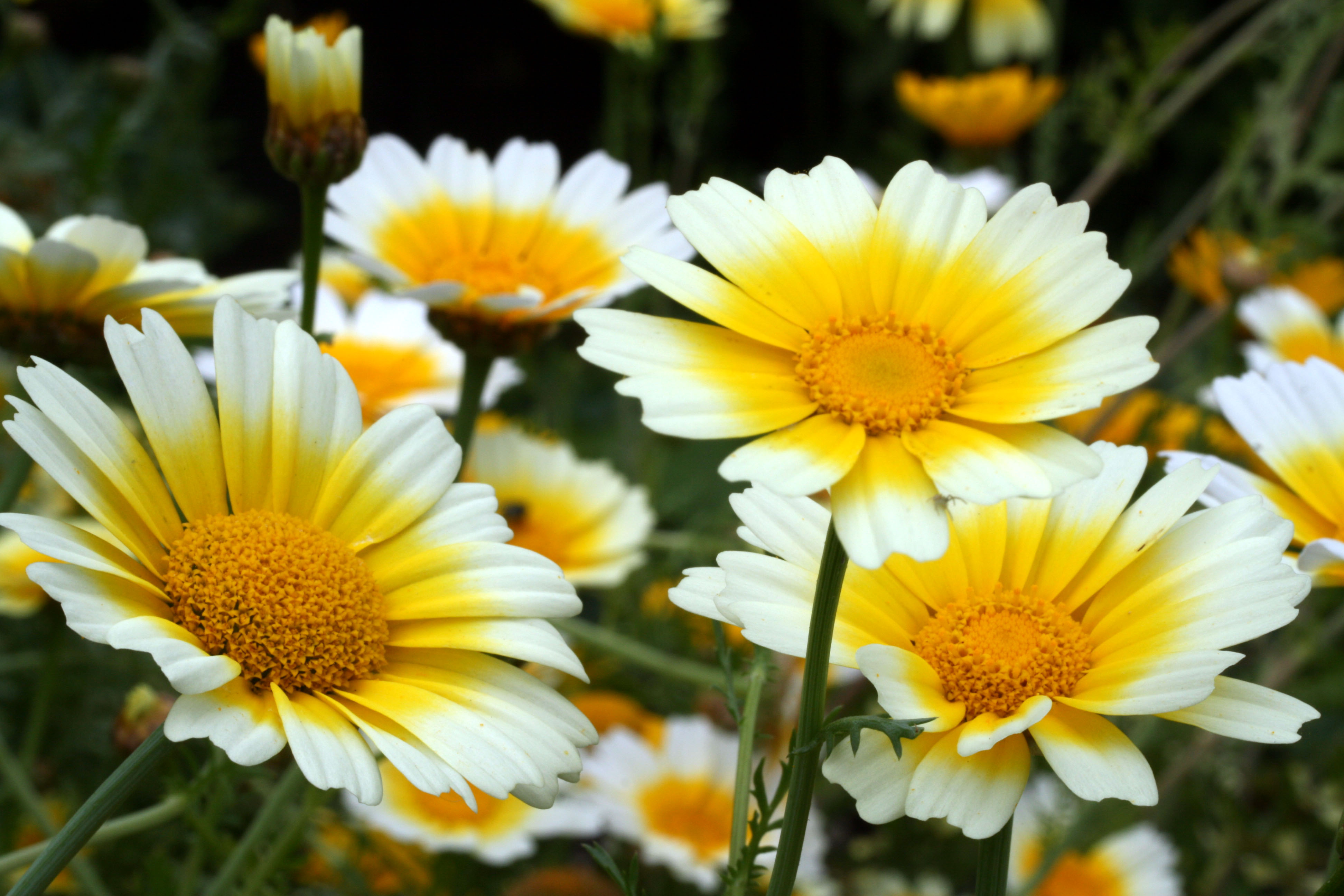
꽃
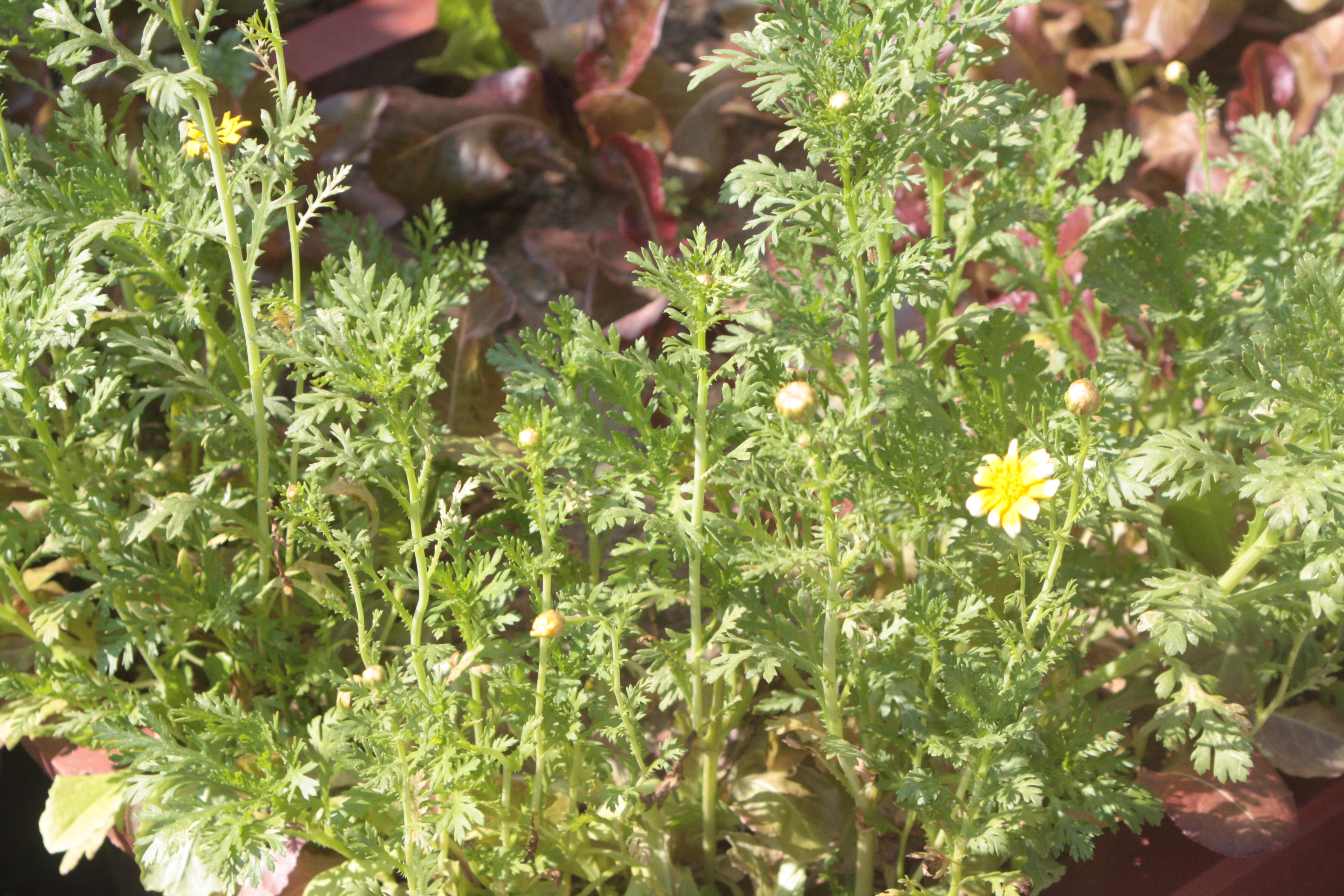
심어 기르는 쑥갓

## 성분
쑥갓의 성분은 대개의 다른 채소들과 비슷하지만 칼슘, 철분, 비타민 A·B·C 등이 많이 함유되어 있다. 10여 종이 넘는 아미노산이 들어 있고 아스파라긴산, 글루타민산, 감마부티린산 등이 함유되어 있어 상당히 유익한 채소라고 할 수 있다.